# پوچای
پوچای (به مجاری:  Pocsaj) یک منطقهٔ مسکونی در مجارستان است که در ناحیه درچکه واقع شده‌است. پوچای ۴۹٫۵۵ کیلومتر مربع مساحت و ۲٬۶۴۲ نفر جمعیت دارد.